# Nadleśnictwo Kłobuck
Nadleśnictwo Kłobuck – nadleśnictwo wchodzące w skład Regionalnej Dyrekcji Lasów Państwowych w Katowicach. Formalnie nadleśnictwo znajduje się poza granicami miasta Kłobuck i stanowi miejscowość Nadleśnictwo Kłobuck, ale nadleśnictwo używa adresu w Kłobucku.

## Historia
Lasy wchodzące w skład obecnego Nadleśnictwa Kłobuck stanowi grupa kompleksów, poprzednio będącymi odrębnymi nadleśnictwami. W roku 1921 z lasów Skarbu Państwa zostały utworzone Nadleśnictwa Kłobuck i Ostrowy, obejmujące obecny Obręb Kłobuck. W roku 1945 upaństwowiono lasy obecnego Obrębu Parzymiechy tworząc Nadleśnictwo o tej samej nazwie. W zbliżonym do obecnego kształcie Nadleśnictwo Kłobuck powstało w wyniku reorganizacji w 1972 roku, poprzez połączenie poprzednio istniejących na tym terenie Nadleśnictw: Kłobuck, Ostrowy i Parzymiechy. Ponadto z Nadleśnictwa Panki dołączono leśnictwo Zwierzyniec, a w roku 1978 przyłączono większą część byłego Nadleśnictwa Pajęczno. Kolejna reorganizacja stanu posiadania Nadleśnictwa nastąpiła w 2004 roku, kiedy to Zarządzeniem Nr 13 Dyrektora Generalnego Lasów Państwowych z dnia 24 lutego, tegoż roku Obręb Pajęczno został w całości przekazany do Nadleśnictwa Radomsko, podległego Regionalnej Dyrekcji Lasów Państwowych w Łodzi.

## Struktura organizacyjna
Obecnie Nadleśnictwo zarządza gruntami Skarbu Państwa na powierzchnię 16,8 tys. ha, w tym powierzchnia leśna stanowi 16,3 tys.ha. Nadleśnictwo prowadzi również nadzór nad gospodarką leśną w lasach niestanowiących własności Skarbu Państwa na powierzchni 4681 ha.
Grunty nadleśnictwa należą do dwuch powiatów, trzech miast, dziewięciu gmin i pięćdziesięciu dwu wsi na terenie województwa śląskiego.
Podzielone jest ono na dwa obręby leśne: Kłobuck i Parzymiechy.Leśnictwa wchodzące w skład obrębu Kłobuck to: Gospodarstwo Nasienno – Szkółkarskie, Lemańsk, Kocin, Bartkówka, Rybno, Pierzchno, Wręczyca, Zwierzyniec oraz Kuźnica. Do obrębu Parzymiechy należą leśnictwa: Popów, Osiniec, Wapiennik, Rębielice, Zagórze.

## Statystyki
Podstawowe średnie parametry drzewostanów:
- przeciętny wiek 54 lata
- przeciętna zasobność 223 m³/ha
- przeciętny przyrost 4,13 m³/ha

| Podział lasu według pełnionych funkcji | Podział lasu według pełnionych funkcji |
| -------------------------------------- | -------------------------------------- |
| Rezerwaty                              | 76,75 ha                               |
| Lasy ochronne                          | 12227,58 ha                            |
| Lasy pozostałe                         | 3963,81 ha                             |

| Udział gatunków lasotwórczych (w %) | Udział gatunków lasotwórczych (w %) |
| ----------------------------------- | ----------------------------------- |
| Sosna                               | 88,98                               |
| Modrzew                             | 1,69                                |
| Świerk                              | 0,38                                |
| Jodła                               | 1,00                                |
| Buk                                 | 0,78                                |
| Dąb                                 | 4,23                                |
| Jesion                              | 0,12                                |
| Grab                                | 0,01                                |
| Brzoza                              | 1,22                                |
| Olsza                               | 1,47                                |
| Topola                              | 0,10                                |
| Osika                               | 0,02                                |

| Udział gatunków lasotwórczych (w %) | Udział gatunków lasotwórczych (w %) |
| ----------------------------------- | ----------------------------------- |
| Bśw                                 | 2,17                                |
| BMśw                                | 36,03                               |
| BMw                                 | 1,31                                |
| LMśw                                | 45,47                               |
| LMw                                 | 3,78                                |
| LMb                                 | 0,02                                |
| Lśw                                 | 9,67                                |
| Lw                                  | 1,37                                |
| Ol                                  | 0,15                                |
| OlJ                                 | 0,01                                |
| Lł                                  | 0,02                                |

## Rezerwaty przyrody
Na terenie Nadleśnictwa Kłobuck utworzono 6 rezerwatów przyrody.
- W obrębie Kłobuck:[5][6][7]
  - Dębowa Góra
  - Modrzewiowa Góra
  - Zamczysko
- W obrębie Parzymiechy:[5][6][7]
  - Bukowa Góra – rezerwat ścisły
  - Stawiska
  - Szachownica

## Parki krajobrazowe
Rozporządzeniem Wojewody Częstochowskiego z dnia 10 sierpnia 1995 utworzony został Załęczański Park Krajobrazowy. Celem jego utworzenia była ochrona całego ekosystemu doliny Warty, żwirowo-piaszczystych wzgórz morenowych, starodrzewi bukowych i bukowo-jodłowych w okolicach Parzymiechów i Kleśnisk. W obrębie Kłobuck wyznaczono otulinę parku krajobrazowego Lasy nad Górną Liswartą o łącznej powierzchni 904,35 ha.